# Donslund
Donslund er en landsby i Billund Kommune, ved Sekundærrute 425 lige nord for Ansager Å.
Stedet var oprindeligt en hovedgård i Hejnsvig Sogn, Slavs Herred, Ribe Amt, der i det 16. århundrede tilhørte Anders Christensen Sandberg, derefter hans svigersøn Johan Juel 1562 og så dennes sønner Niels og Christen Juel (død 1608); sidstnævntes enke Karen Strangesen (bekendt af det bedrageri, hun var genstand for fra Christoffer Bendixen Rosenkrantz) solgte 1609 Donslund til Margrethe Bille, der solgte den til Christoffer Gersdorff (død 1635), som solgte den 1625 til Maren Norby; derpå ejedes den af Bendix Breide 1648 og Bendix Norby til Urup 1651; 1660 havde den 26 tønder hartkorn. Den blev fradømt hans søn Peder Norby på grund af skatterestancer, og den blev nu en fæstegård, som Staten ejede til henved midten af det 18. århundrede. En stensat kælder, der findes ved Donslund (oprenset 1902), er en rest af hovedgården og er fredet som fortidsminde.